# OpenCandy
OpenCandy é um módulo de Adware classificado como malware por diversos programas antivírus. Programas antimalware marcam OpenCandy devido à sua associação com resultados não escolhidos pelo usuário.
OpenCandy é instalado num PC durante a instalação de outro software selecionado pelo usuário. É produzido pela companhia SweetLabs, consistindo de uma biblioteca do Microsoft Windows incorporada num arquivo de instalação do Windows. Quando um usuário instala um programa que é distribuído junto com a biblioteca OpenCandy, o instalador oferece para instalar outros programas conforme o sistema e localização geográfica do usuário. Tanto a opção quanto as ofertas são selecionadas por padrão (ou seja, depende do usuário descelecioná-las) e são instalados se o usuário simplesmente clica em "prosseguir".
Entre as ações indesejáveis realizadas pelo OpenCandy estão modificar a página inicial de browsers de Internet, o fundo de tela da área de trabalho, opções de busca, inclusão de barras de ferramentas, extensões e configurações em browsers. Além disso, OpenCandy também coleta e transmite diversas informações a terceiros sem notificar o usuário, incluindo mas não limitado às paginas de internet visitadas, hábitos de navegação, certas configurações de sistema e localização geográfica.

## Desenvolvimento
O software foi originalmente desenvolvido para instalação com o DivX pelo CEO do DivX, Darrius Thompson. Quando o usuário instalava o programa, o instalador oferecia para incluir a barra de ferramentas do Yahoo!. Como resultado, a companhia DivX recebeu 15,7 milhões de dólares durante os primeiros nove meses de 2008 de diversas empresas de desenvolvimento de software, ultrapassando 250 milhões de downloads.

## Componentes no Windows
Componentes do programa podem ter nomes diferentes, mas similares, conforme sua versão.

### Arquivos
Note-se que os arquivos criados por este programa normalmente são aparecem com as propriedades 'oculto' e 'arquivo de sistema' selecionados, o que significa que se o usuário procurá-los e tiver as opções "ocultar arquivos de sistema" do Windows Explorer habilitadas, os arquivos não serão localizados. Além disso, o usuário deve habilitar "mostrar arquivos ocultos".
- OCComSDK.dll
- OCSetupHlp.dll

### Processos
Obs: processos adicionais associados com promoções mostradas pelo programa também podem estar ativados
- spidentifier.exe
- rundll32.exe

### Registro
Entradas no Registro do Windows podem aparecer com diversos nomes, de modo que é necessário realizar uma busca por "*opencandy*" para localizá-los.

### Buscas em DNS e HTTP
- tracking.opencandy.com.s3.amazonaws.com
- media.opencandy.com
- cdn.opencandy.com
- cdn.putono5.com
- tracking.opencandy.com
- api.opencandy.com
- www.arcadefrontier.com

## Medidas de proteção
Programas antivírus, antimalware e antiadware tais como Malwarebytes e Avast classificam o OpenCandy como "PUP" (potentially unwanted programs) durante sua execução e/ou dentro de instaladores baixados da Internet. Outros programas, como AVG e ESET bloqueiam arquivos de instalação que contém OpenCandy e podem impossibilitar a instalação do programa desejado pelo usuário ao mesmo tempo.
Programas como UnChecky deselecionam automaticamente a opção de instalação, de modo que o consentimento do usuário é removido.

## Programas que incluem ou incluíram OpenCandy em seus arquivos de instalação
- aMSN[5]
- Auslogics Disk Defrag[6]
- Bittorrent[7]
- CDBurnerXP (dependendo da versão) [8]
- CDex (dependendo da versão) [9]
- Cheat Engine[10]
- CrystalDiskInfo (exceto a versão portátil ou Shizuku. Removido em fevereiro de 2016.) [11]
- CutePDF [5]
- Darkwave Studio[12]
- DVDVideoSoft [13]
- DIVX[14]
- EaseUS Partition Master Free 10.1[15]
- FileMenu Tools free version[16]
- Foxit Reader (dependendo da versão, 6.1.4 – 6.2.1)[17]
- Format Factory[18]
- FreeFileSync[19]
- FrostWire[20]
- GOM Player[21]
- ImgBurn (dependendo da versão)[22][23]
- IZarc [24]
- MP3 Rocket[25]
- mIRC[24]
- MyPhoneExplorer (removido em março de 2015[26])
- Novaroma[27]
- Orbit Downloader[28]
- PDF Architect 4
- PDFCreator[29]
- PeaZip [5]
- PhotoScape[30]
- PowerISO[31]
- PrimoPDF[24]
- RIOT (exceto a versão portátil)[32]
- Sigil (dependendo da versão)[33]
- Trillian[24] (removido em maio de 2011)
- Utorrent[34]
- Veetle[35] (não afeta a versão para Linux)
- WinAmp (v. 5) [5]
- WinSCP (até agosto de 2012)[36]